# Juan de Fucaplaat

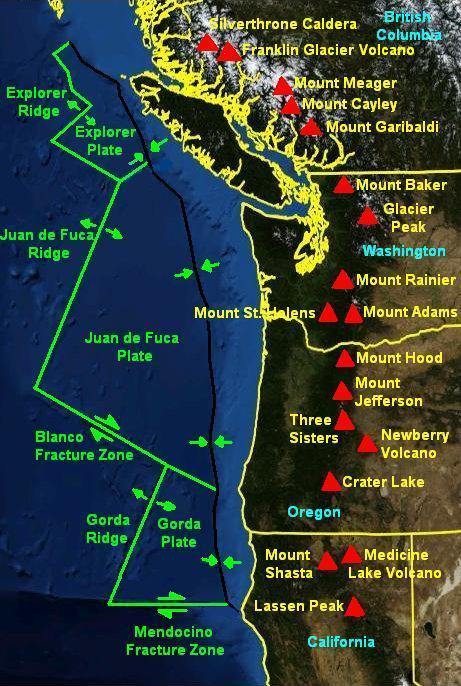
De locatie van de Juan de Fucaplaat

Tektonische platen en hun bewegingsrichtingen op Aarde

De Juan de Fucaplaat is een tektonische plaat die zich bevindt onder de Grote Oceaan voor de westkust van de Verenigde Staten.
De Juan de Fucaplaat heeft in het noorden, westen en zuiden een divergente plaatgrens met de Pacifische Plaat en in het oosten een passieve plaatgrens met de Noord-Amerikaanse Plaat. De grens met de Noord-Amerikaanse Plaat wordt gevormd door een zijschuivingszone, aan het oppervlak bekend als de San Andreasbreuk.
Omdat de Noord-Amerikaanse Plaat gedurende het Krijt en Tertiair naar het westen over de oceanische korst van de Grote Oceaan heen is geschoven, zijn van de vroeger veel grotere Farallonplaat slechts drie stukken over. Dit zijn de Juan de Fuca-, Cocos- en Nazcaplaten.
De plaat is genoemd naar de Straat van Juan de Fuca, die weer genoemd is naar de 16e-eeuwse ontdekkingsreiziger Juan de Fuca.